# Jaquet-Droz
La Jaquet Droz è una azienda di orologi svizzera, fondata da Pierre Jaquet Droz nel 1738. Fa parte del The Swatch Group.
L'azienda è famosa soprattutto per i suoi automi a forma di uccelli.